# Krnjak
Krnjak es un municipio de Croacia en el condado de Karlovac.

## Geografía
Se encuentra a una altitud de 142 m s. n. m. a 74 km de la capital nacional, Zagreb.

## Demografía
En el censo 2011, el total de población del municipio fue de 2 019 habitantes, distribuidos en las siguientes localidades:
- Bijeli Klanac - 1
- Brebornica - 64
- Budačka Rijeka - 262
- Burić Selo - 28
- Čatrnja - 136
- Donji Budački - 137
- Dugi Dol - 94
- Dvorište - 49
- Gornji Budački - 30
- Gornji Skrad - 66
- Grabovac Krnjački - 90
- Grabovac Vojnićki - 54
- Hrvatsko Žarište - 36
- Jasnić Brdo - 12
- Keserov Potok - 7
- Krnjak - 376
- Mala Crkvina - 34
- Mlakovac - 116
- Pavković Selo - 51
- Perići - 20
- Podgorje Krnjačko - 48
- Poljana Vojnićka - 17
- Ponorac - 43
- Rastovac Budački - 13
- Suhodol Budački - 8
- Trupinjak - 1
- Velika Crkvina - 72
- Vojnović Brdo - 9
- Zagorje - 86
- Zimić - 54

| Gráfica de población de Krnjak 1857-2011 (localidad)                |
|                                                                     |
| Según los censos de población de la oficina estadística de Croacia. |